# خوان-میگل ویلار میر
خوان-میگل ویلار میر (انگلیسی: Juan-Miguel Villar Mir؛ زادهٔ ۳۰ سپتامبر ۱۹۳۱) سیاستمدار، کارآفرین و سرمایه‌دار اهل اسپانیا است.